# Jules Ferry
Jules François Camille Ferry (5. duben 1832, Saint-Dié-des-Vosges – 17. březen 1893, Paříž) byl francouzský právník a politik.
Zastával funkci starosty Paříže (od roku 1870), ministra veřejného vzdělávání (1879–1883) – přitom zavedl povinnou a bezplatnou školní docházku a prosadil zákon o laické (nenáboženské) výuce a výchově ve škole. Později působil jako ministr zahraničí; byl zastáncem francouzské koloniální expanze do Tunisu a Konga. Tyto názory vedly ke konci jeho kariéry.